# Andrew M. Allen
Pour les articles homonymes, voir Allen.
Andrew Michael Allen dit Andy Allen est un astronaute américain né le 4 août 1955.

## Vols réalisés
- 31 juillet 1992 :  Atlantis (STS-46)
- 4 mars 1994 : Columbia (STS-62)
- 22 février 1996 : Columbia (STS-75)